# Strażnica WOP Pokrzywna
Strażnica Wojsk Ochrony Pogranicza Pokrzywna – zlikwidowany podstawowy pododdział Wojsk Ochrony Pogranicza pełniący służbę graniczną na granicy polsko-czechosłowackiej.

Strażnica Straży Granicznej w Pokrzywnej – zlikwidowana graniczna jednostka organizacyjna Straży Granicznej realizująca zadania bezpośrednio w ochronie granicy państwowej z Republiką Czeską.

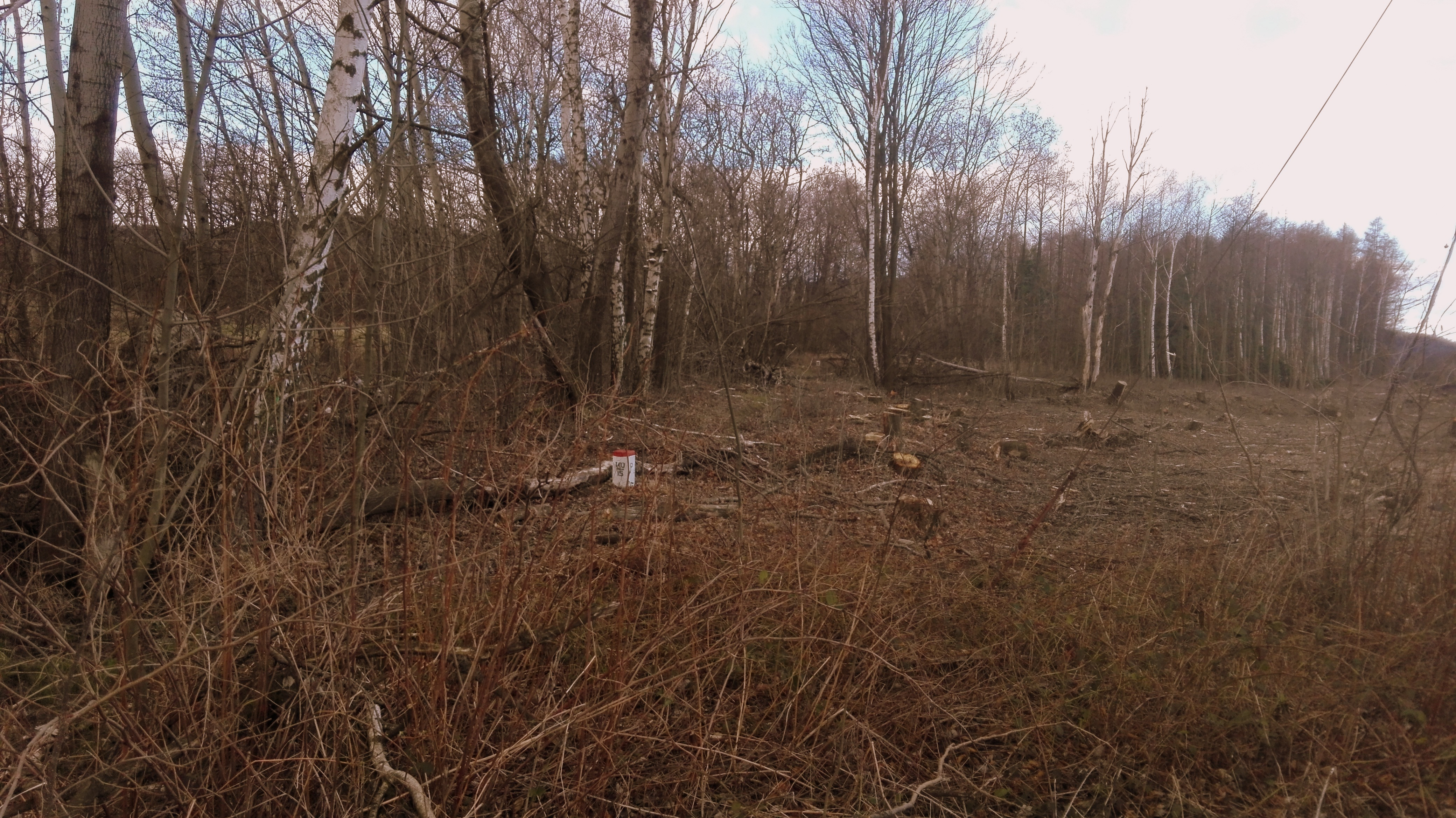
Granica polsko-czeska, znak gran. nr 140/15 (marzec 2020)

## Formowanie i zmiany organizacyjne
Strażnica została sformowana po 1946 jako strażnica WOP nr 222a w strukturze 48 komendy odcinka Prudnik.
W związku z reorganizacją oddziałów WOP, 24 kwietnia 1948, strażnica została włączona w struktury 71 batalionu Ochrony Pogranicza, a 1 stycznia 1951 45 batalionu WOP w Prudniku.
Od 15 marca 1954 wprowadzono nową numerację strażnic, a strażnica WOP Pokrzywna otrzymała nr 231 w skali kraju.
W 1956 rozpoczęto numerowanie strażnic na poziomie brygady. Strażnica specjalna Pokrzywna była 21 w 4 Brygadzie Wojsk Ochrony Pogranicza.
1 stycznia 1960 była jako 5 strażnica WOP III kategorii Pokrzywna. 1 stycznia 1964 była jako 6 strażnica WOP lądowa III kategorii Pokrzywna.

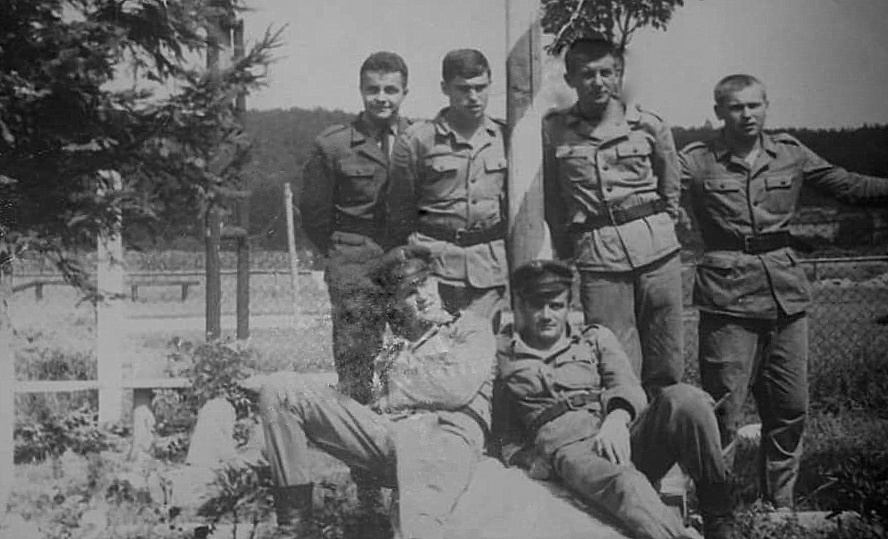
Żołnierze WOP (1971)

W 1976 w związku z przejściem na dwuszczeblowy system dowodzenia, strażnicę podporządkowano bezpośrednio pod sztab Górnośląskiej Brygady WOP w Gliwicach.
13 grudnia 1981 po wprowadzeniu stanu wojennego na terytorium kraju, dowódca GB WOP wewnętrznym rozkazem w miejscu stacjonowania poszczególnych batalionów, utworzył tzw. „wysunięte stanowiska dowodzenia” (zalążek przyszłych batalionów granicznych), którym podporządkował strażnice znajdujące się na odcinkach dawnych batalionów granicznych. Brygada wykonywała zadania ochrony granicy i bezpieczeństwa państwa wynikające z dekretu o wprowadzeniu stanu wojennego.
W 1984 strażnica WOP Pokrzywna została włączona w struktury utworzonego batalionu granicznego GB WOP w Prudniku jako Strażnica WOP Lądowa rozwinięta kat. I w Pokrzywnej.

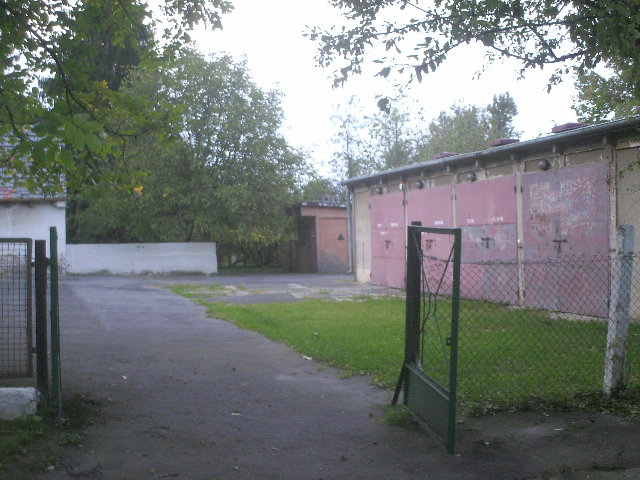
Garaże (czerwiec 2010)

1 listopada 1989 Strażnica WOP Pokrzywna została rozformowana i odcinek przejęły: na nowo utworzona Strażnica WOP Lądowa kadrowa kat. II w Trzebinie i Strażnica WOP Lądowa kadrowa kat. I w Konradowie, a obiekt wykorzystywany był jako ośrodek wypoczynkowy GB WOP, następnie Śląskiego Oddziału Straży Granicznej.
Straż Graniczna:

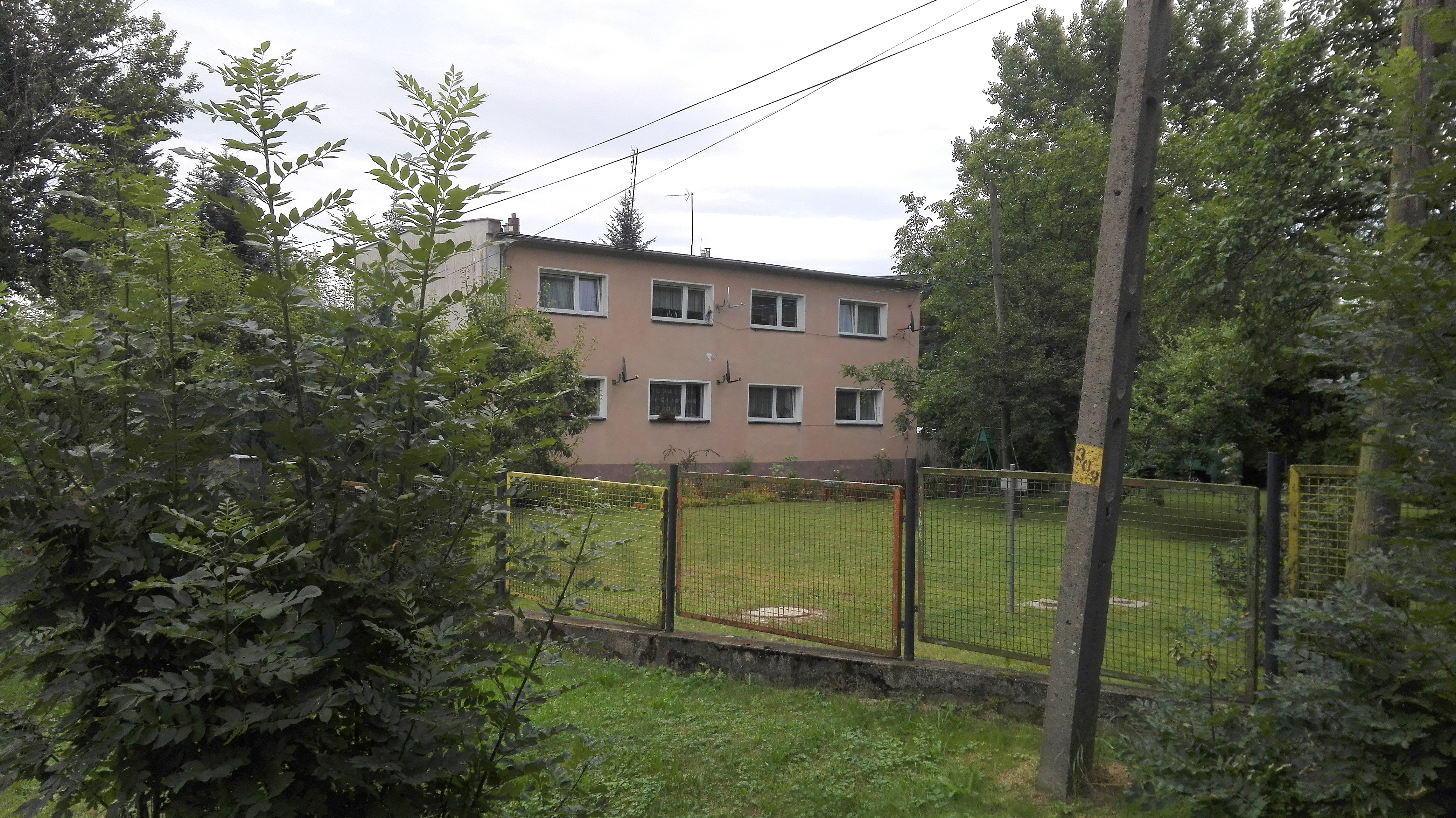
Blok mieszkalny kadry (sierpień 2016)

W 1994 strażnica została odtworzona przez Śląski Oddział Straży Granicznej w Raciborzu i przyjęła nazwę Strażnica Straży Granicznej w Pokrzywnej (Strażnica SG w Pokrzywnej).
W 2000 rozpoczęła się reorganizacja struktur Straży Granicznej związana z przygotowaniem Polski do wstąpienia, do Unii Europejskiej i przystąpieniem do Traktatu z Schengen. W wyniku tego procesu, w marcu 2001 Strażnica SG w Pokrzywnej została rozwiązana, a ochraniany odcinek granicy przejęły strażnice SG w Trzebinie i Konradowie. Natomiast obiekt przejął Centralny Ośrodek Szkolenia Straży Granicznej w Koszalinie z zamiarem utworzenia strażnicy szkolnej. Mimo poczynionych nakładów finansowych oraz adaptacyjnych odstąpiono od ww. przedsięwzięcia i obiekt przekazano gminie, gdzie utworzono szkolne schronisko młodzieżowe.

## Ochrona granicy
W rejonie znaku granicznego nr 140/13-14 po stronie polskiej od 1948 do lat 60. XX wieku, istniał posterunek graniczny strażnicy na konstrukcji stalowej nad torem kolejowym z Jindřichova ve Slezsku do Głuchołaz oraz pomieszczenia drużyny konwojowej , celem konwojowania pociągów czechosłowackich na terytorium Polski w uprzywilejowanym tranzycie kolejowym z Czechosłowacji do Czechosłowacji przez Głuchołazy do miejscowości Głuchołazy w rejon znaku gran. nr 160/5 .
W maju 1958 strażnica przejęła pod ochronę, część odcinka granicy po likwidacji strażnicy WOP Jarnołtówek.
W 1960 5 strażnica WOP Pokrzywna III kategorii, ochraniała odcinek granicy państwowej o długości 10159 m
- Włącznie znak gran. nr 139/5 , wyłącznie znak gran. nr IV/148 (Biskupia Kopa).

W 1976 odcinek strażnicy został wydłużony po przejęciu części odcinka po rozformowanej strażnicy WOP Trzebina zamienionej na ośrodek szkolenia, podległy Ośrodkowi Szkolenia Górnośląskiej Brygady WOP w Prudniku, tj. od znaku gran. nr 139/5 do znaku gran. nr IV/136 .
W okresie 1976–31 października 1989, Strażnica WOP Lądowa rozwinięta kat. I Pokrzywna ochraniała odcinek granicy państwowej:
- Włącznie znak gran. nr IV/136, wyłącznie znak gran. nr IV/148.
- Główny wysiłek w służbie skupiała od znaku gran. nr 145/13 do znaku gran. nr IV/148 w głębi Pokrzywna.
- W okresie zimowym pas śnieżny sprawdzany był minimum: na głównym kierunku dwukrotnie, na pozostałym raz w ciągu doby.
- Współdziałała w zabezpieczeniu granicy państwowej z:
  - Strażnice WOP w: Krzyżkowicach i Konradowie
  - Sekcja Zwiadu WOP w Prudniku
  - Rejonowy Urząd Spraw Wewnętrznych w Prudniku
- Współdziałała w zabezpieczeniu granicy państwowej z placówkami po stronie czechosłowackiej OSH (Ochrana Statnich Hranic)
  - Jindřichov – wspólnie ochraniała odcinek granicy państwowej od znaku gran. nr 140/13, do znaku gran. nr IV/146
  - Zlaté Hory – wspólnie ochraniała odcinek granicy państwowej od znaku gran. nr IV/146, do znaku gran. nr IV/148 (naczelnik placówki – mjr Piotr Blachuta).

Straż Graniczna:

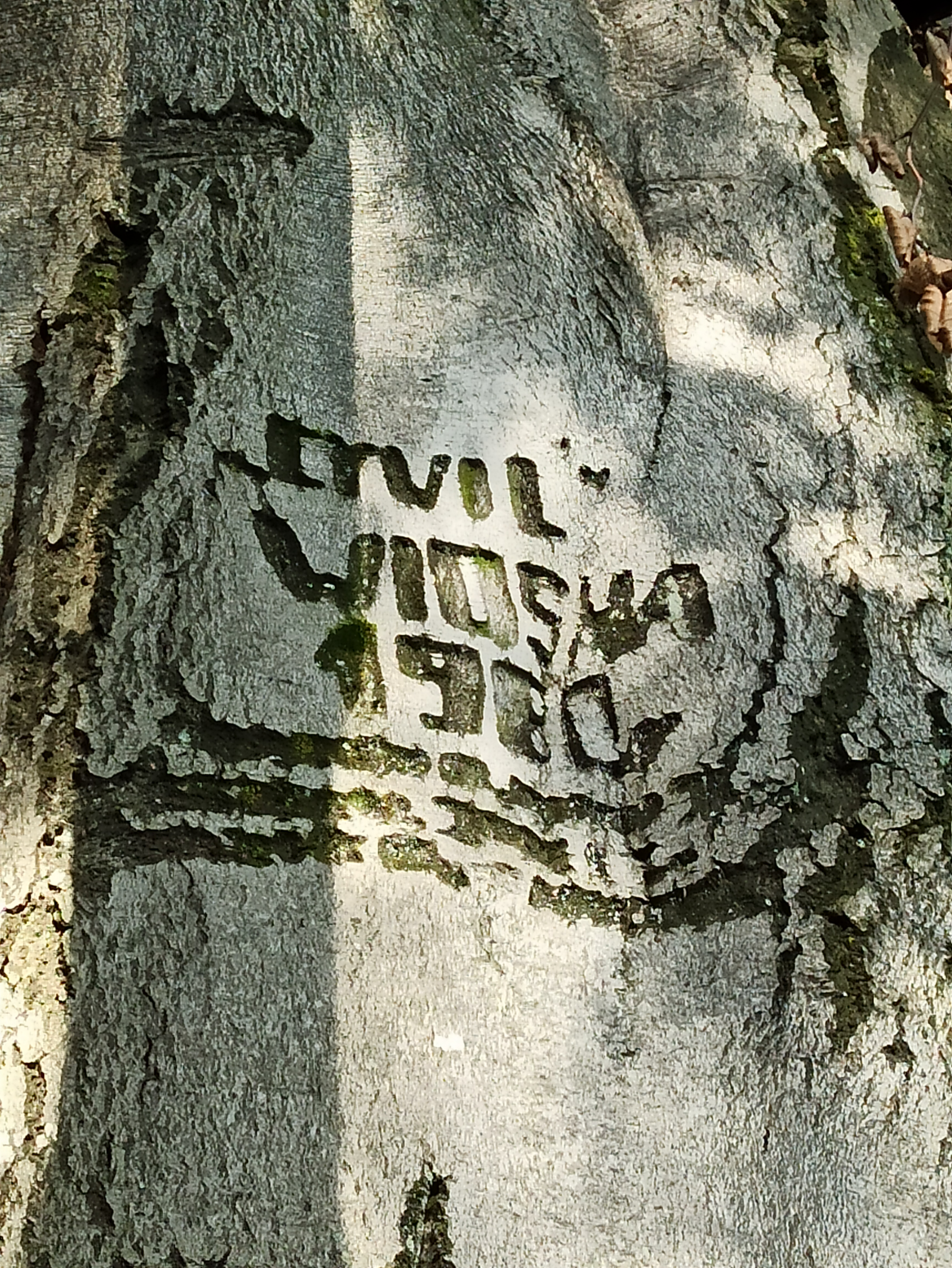
Napis wycięty przez żołnierza na drzewie w rej. znaku gran. nr 138/22–138/23 (wrzesień 2020)

W okresie 1994–marzec 2001 Strażnica SG w Pokrzywnej ochraniała odcinek granicy państwowej:
- Włącznie znak gran. nr 140/13 , wyłącznie znak gran. nr II/148  (Biskupia Kopa).
- Linia rozgraniczenia:

1. z strażnicą SG w Trzebinie – włącznie znak gran. nr 140/13, dalej granicą gmin: Głuchołazy, Nysa, Korfantów oraz Prudnik i Biała.

- Główny kierunek wysiłek w służbie skupiała od znaku gran. nr 145/13, do znaku gran. nr II/148 w głębi Pokrzywna.
- Pełniąc służbę graniczną przy granicy państwowej w rejonie linii rozgraniczenia
  - ze strażnicą SG w Trzebinie, funkcjonariusze strażnicy SG w Pokrzywnej prowadzili rozpoznanie wzdłuż drogi z miejscowości Pokrzywna w kierunku znaku gran. nr 140/13, na korzyść sąsiada od znaku gran. nr 140/13 w kierunku m. Wieszczyna, zwracając uwagę na pola orne przyległe do granicy państwowej i linię kolejową tranzytu czeskiego.
- Współdziałała w zabezpieczeniu granicy państwowej z placówkami po stronie czeskiej cizinecké policie RCPP:
  - Jindřichov – wspólnie ochraniała odcinek granicy państwowej od znaku gran. nr 140/13, do znaku gran. nr II/146 . Główny wysiłek w ochronie granicy skupiała na kierunkach: Jindřichov–Pokrzywna, Jindřichov–Biskupia Kopa (naczelnik referatu – ppłk Binar).
  - Zlaté Hory – wspólnie ochraniała odcinek granicy państwowej od znaku gran. nr II/146, do znaku gran. nr II/148. Główny wysiłek w ochronie granicy skupiała na kierunku Zlaté Hory–Jarnołtówek.

2 lipca 1997 na odcinku strażnicy zostało uruchomione przejście graniczne na szlaku turystycznym (turystyczne), w którym kontrolę graniczną i celną osób, towarów oraz środków transportu wykonywała załoga Granicznej Placówki Kontrolnej Straży Granicznej w Głuchołazach (GPK SG w Głuchołazach).
- Jarnołtówek (Biskupia Kopa)-Zlaté Hory (Biskupská Kupa).

## Wydarzenia
- 1951 – 12 marca doszło do ucieczki na zachód, zastępcy dowódcy strażnicy sierż. Jana Kępy z trzema żołnierzami strażnicy (st. strzelec – kucharz Zenon Majchrzak, strzelcy: Józef Gałuszewski, Józef Waszkiewicz), trzema żołnierzami 223 strażnicy WOP Zwierzynie (strzelcy: Józef Staniszewski, Karol Olszewski i Henryk Stańczak) oraz praczką Walerią Kaczor. Wszyscy uciekinierzy zostali pojmani. sierż. Kępa został skazany na karę śmierci i stracono go w Areszcie Śledczym w Bytomiu, pozostali otrzymali kary pozbawienia wolności[15].
- 1956 – koniec czerwca, początek lipca w okresie tzw. „Wypadków poznańskich”, przy linii granicznej i w strefie działania, odnajdywano pakunki zawierające ulotki z tzw. „bibułą”, przytwierdzone do balonów leżących na ziemi[16]. W związku z masowością zjawiska, żołnierze otrzymali zezwolenie na użycie broni, celem zestrzelenia nisko przelatujących balonów (nawet jeśli znajdowały się na terytorium czechosłowackim, ale w zasięgu ognia - to samo czynili pogranicznicy czechosłowaccy)[17].
- 1959/60 – dowództwo WOP udostępniło konie na potrzeby filmu Aleksandra Forda na podstawie powieści Henryka Sienkiewicza Krzyżacy. W filmie brały udział konie ze strażnicy: Zula, Zaleta i Artysta.
- 1968 – w pierwszych dniach inwazji na Czechosłowację w ramach Operacji „Dunaj” Czesi przeprowadzali w strefie nadgranicznej liczne akcje ulotkowe, wykorzystując m.in. kursujące przez granicę pociągi. 23 sierpnia 1968 z przejeżdżającego przez Głuchołazy pociągu osobowego posypały się setki ulotek z tekstem w języku polskim i rosyjskim. Ulotki (w liczbie 44) rzucono także z pociągu przejeżdżającego przez Pokrzywną.

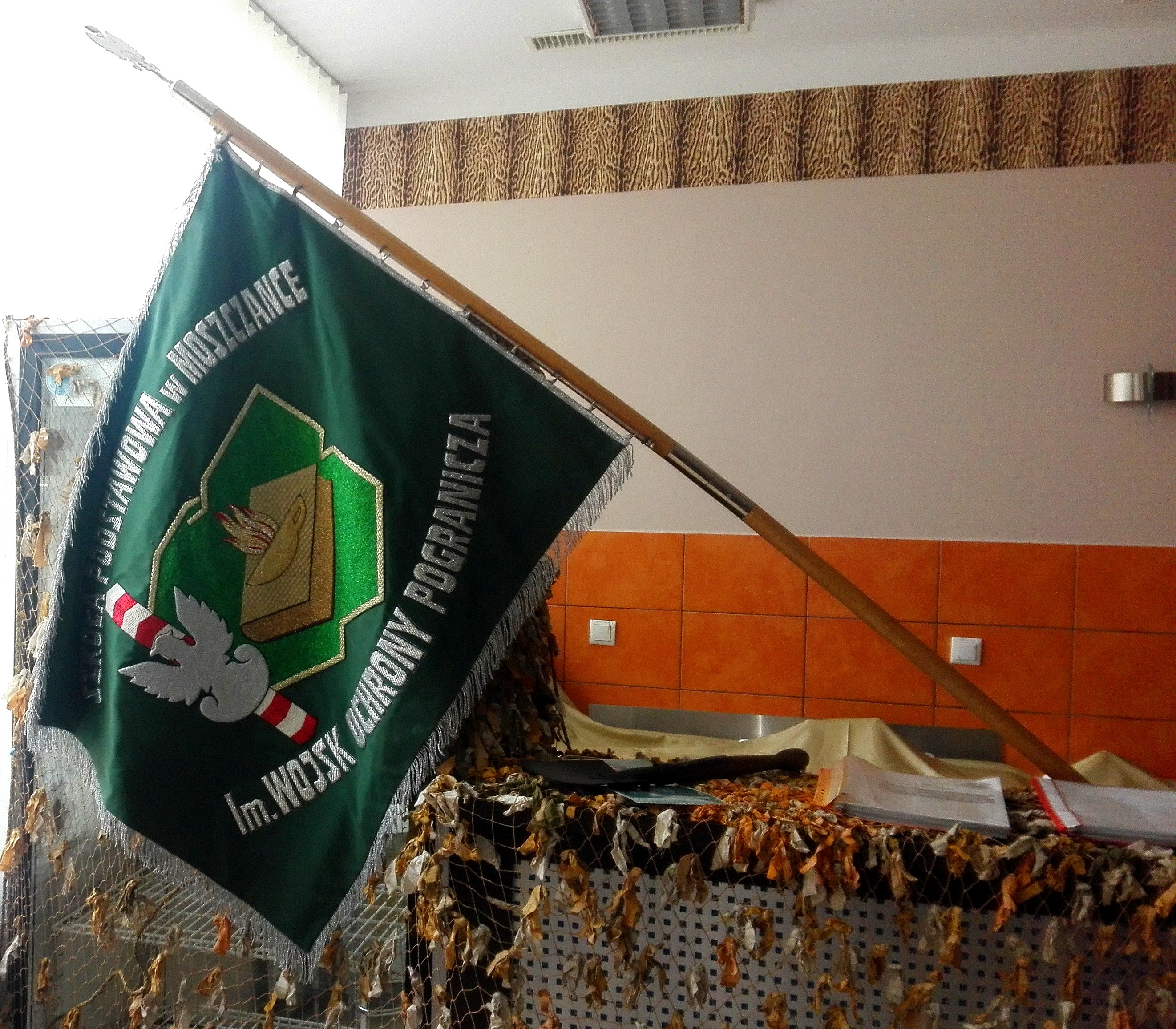
Sztandar Szkoły Podstawowej im. Wojsk Ochrony Pogranicza w Moszczance (kwiecień 2019)

- 1970 – wrzesień, Szkoła Podstawowa w Moszczance otrzymała imię Wojsk Ochrony Pogranicza, szkoła współpracowała ze strażnicą WOP Pokrzywna[18].
- 1971 – listopad, zmarł dowódca strażnicy kpt. Mieczysław Pita.
- 1972 – 29 lipca żołnierz służby zasadniczej strażnicy kpr. Henryk Nagiel uratował osobę spod kół pociągu osobowego na peronie dworca w Kędzierzynie. Za bohaterstwo Rada Państwa nadała mu „Medal za Ofiarność i Odwagę”, a dowódca Brygady płk Bolesław Bonczar awansował do stopnia st. kaprala[19].
- 1973 – czerwiec, śmiertelnie rażony został przez piorun w czasie pełnienia służby granicznej żołnierz służby zasadniczej strażnicy szer. Jordan, podczas nawiązywania łączności ze strażnicą poprzez mikrotelefon podłączony do gniazda na słupie telefonicznym[20][19].
- 1978 – październik, strażnica została wyróżniona tytułem „Strażnicy Służby Socjalistycznej” nadawanym przodującym pododdziałom.
- 1979 – 10 września w wypadku kolejowym w rej. Rzeszowa zginął zastępca dowódcy strażnicy ppor. Kazimierz Łuczak wraz z żoną. Ocalał jedynie ich jednoroczny syn Michał[21].
- 13 grudnia 1981–2 lipca 1983 – (stan wojenny w Polsce), normę służby granicznej dla żołnierzy podwyższono z 8 do 12 godzin na dobę. Ścisłą kontrolą objęto całą strefę nadgraniczną, zamknięte zostały szlaki turystyczne. W stan gotowości były postawione pododdziały odwodowe[22].
- 1982/1983 – szef strażnicy chorąży Czesław Ziubrzyński, dwukrotnie otrzymał tytuł „Najlepszego Szefa Strażnicy” w brygadzie[e].

## Strażnice sąsiednie

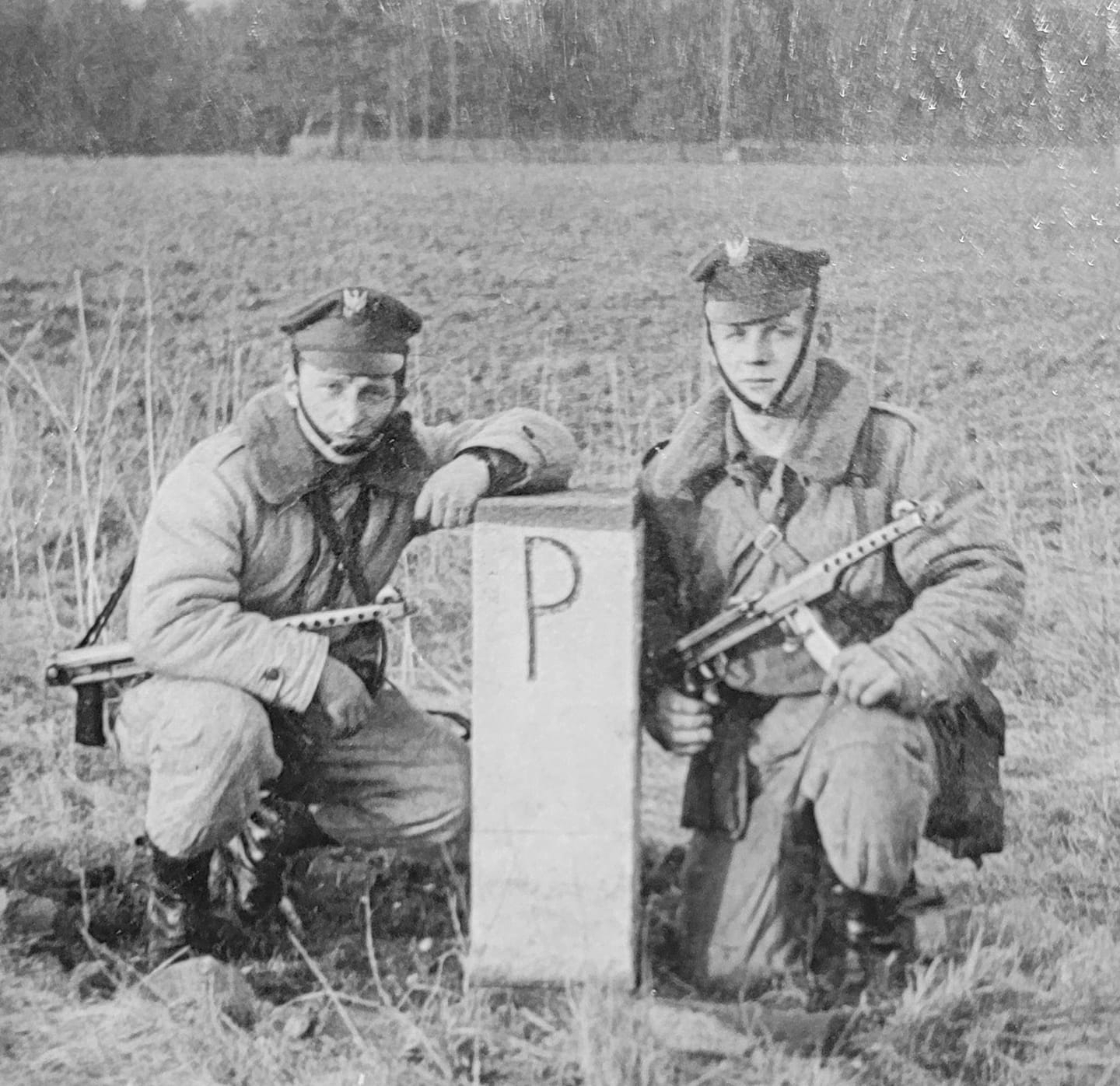
Żołnierze WOP przy znaku gran. z PPS-43 (1964)

- 222 strażnica WOP Kunzendorf ⇔ 223 strażnica WOP Zwierzynie – po 1946
- 222 strażnica OP Kunzendorf ⇔ 223 strażnica OP Zwierzynie – 1949
- 230 strażnica WOP Trzebina ⇔ 232 strażnica WOP Jarnołtówek – 15.03.1954
- 20 strażnica WOP Trzebina II kat. ⇔ 22 strażnica WOP Jarnołtówek III kat. – 1956
- 6 strażnica WOP Trzebina III kat. ⇔ 4 strażnica WOP Konradów I kat. – 1.01.1960
- 7 strażnica WOP Trzebina lądowa IV kat. ⇔ 5 strażnica WOP Konradów lądowa II kat. – 1.01.1964
- Strażnica WOP Trzebina ⇔ Strażnica WOP Konradów – do 1976
- Strażnica WOP Lądowa rozwinięta kat. II w Krzyżkowicach ⇔ Strażnica WOP Lądowa rozwinięta kat. I w Konradowie – 1984–31.10.1989

Straż Graniczna:
- Strażnica SG w Trzebinie kat. II ⇔ Strażnica SG w Konradowie – 1994–03.2001.

## Komendanci/dowódcy strażnicy
- por. Beger (był w 1945)

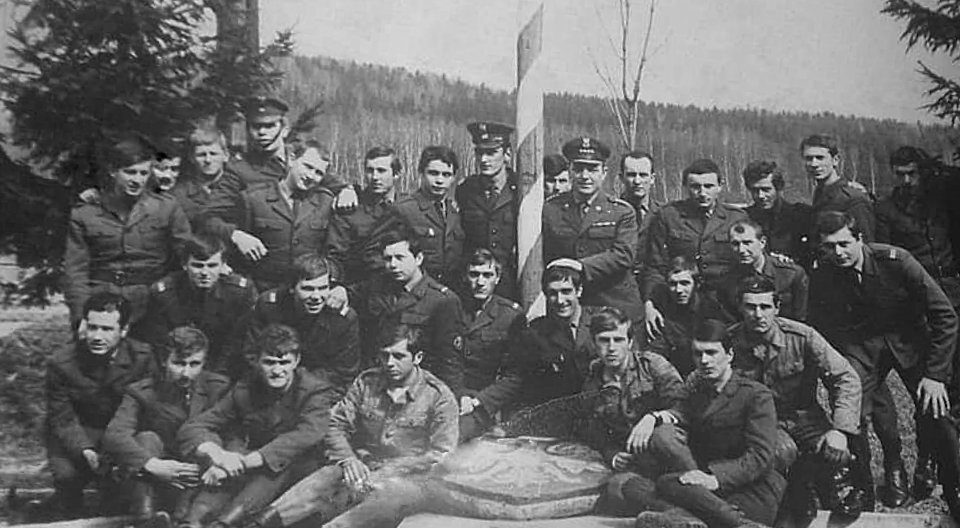
Załoga strażnicy: w drugim rzędzie od lewej: 1. szer. Leon Korytkowski, 10. kpt. Mieczysław Pita (d-ca strażnicy), 11. plut. Czesław Ziubrzyński [(szef strażnicy) (d-ca strażnicy 01.10.1986–31.10.1989)] (1971)

- plut. Jan Piguła p.o. (był 13.03.1951[15]–był 23.11.1951[f][23])
- kpt. Józef Kmiecik
- por. Włodzimierz Kiełbiewski (był w 05.1958[g])
- kpt. Antoni Zalewski[24] (05.1958–12.1969[h])
- kpt. Mieczysław Pita[24] (12.1969–†09.1971)
- ppor./kpt. Aleksander Klimas[25] (1972–1.09.1984[26])
- kpt. Józef Kulak[27] (1.11.1984–30.09.1986)[i]
- ppor./por. Czesław Ziubrzyński[28] (1.10.1986–31.10.1989) – do rozformowania

Komendanci strażnicy SG:
- kpt. SG/mjr SG Andrzej Krasicki[29] (1994–03.2001) – do rozformowania[j] .

## Upamiętnienie
23 kwietnia 2015 dokonano odsłonięcia tablicy na fasadzie budynku byłej strażnicy upamiętniającej jej funkcjonowanie. Tablica została ufundowana ze środków Zarządu Oddziałowego Niezależnego Samorządnego Związku Zawodowego Funkcjonariuszy Straży Granicznej przy Śląsko-Małopolskim Oddziale Straży Granicznej w Raciborzu zgodnie z uchwałą z 24 lutego 2015. Inicjatorami ufundowania upamiętnienia byli funkcjonariusze Placówki SG w Opolu, którzy w przeszłości służyli w Pokrzywnej.

Tablica pamiątkowa
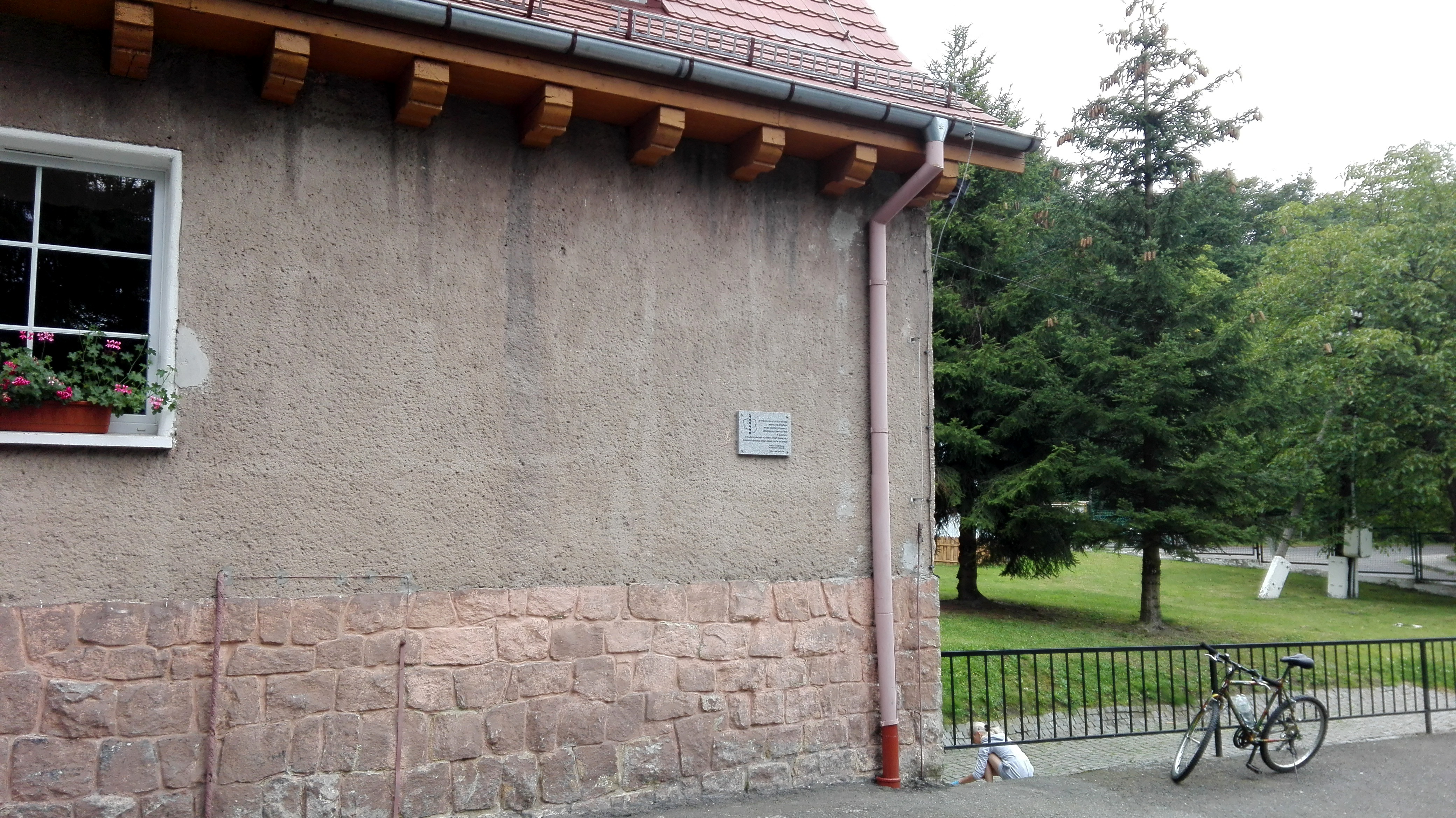
(sierpień 2016)
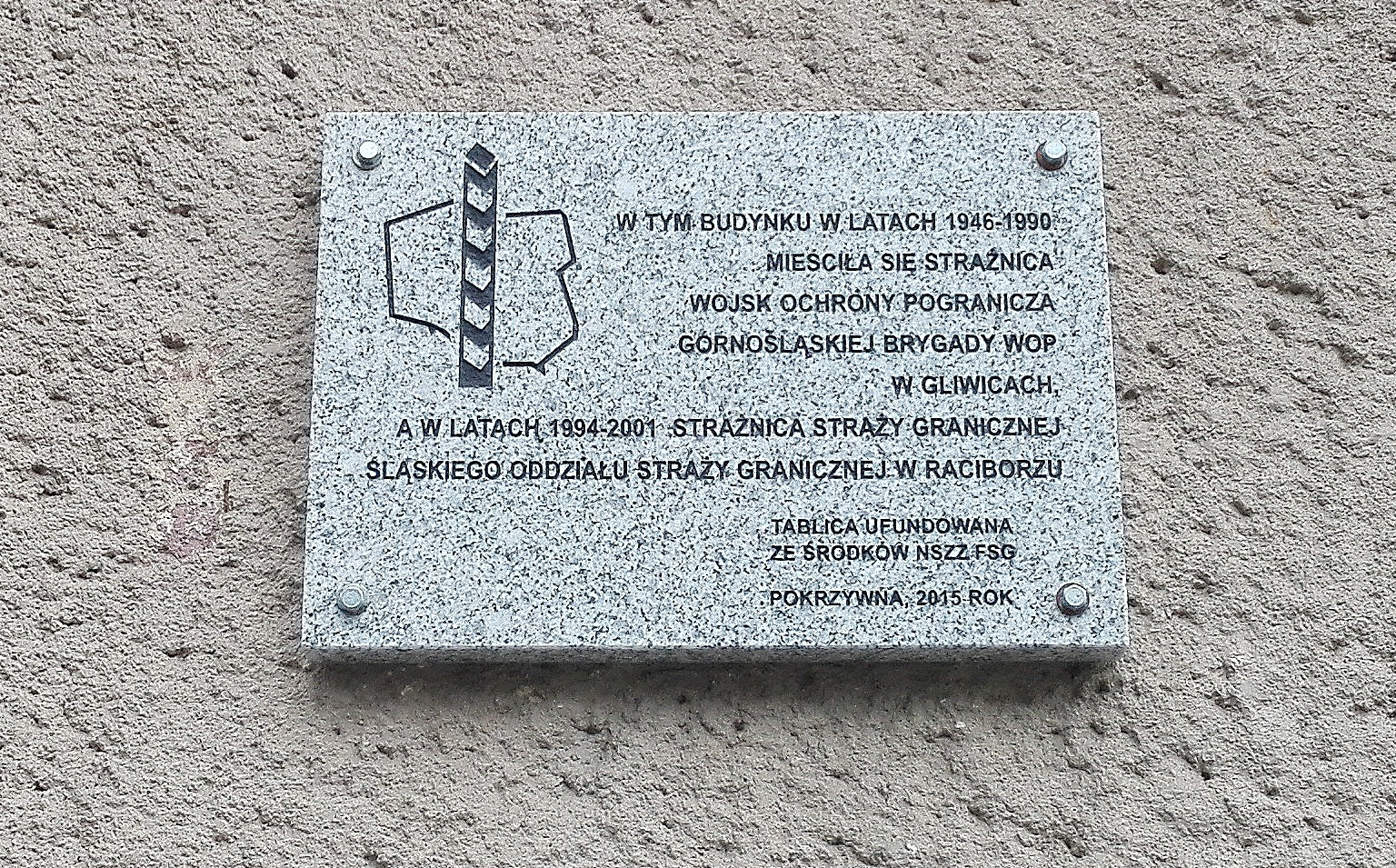
(sierpień 2016)
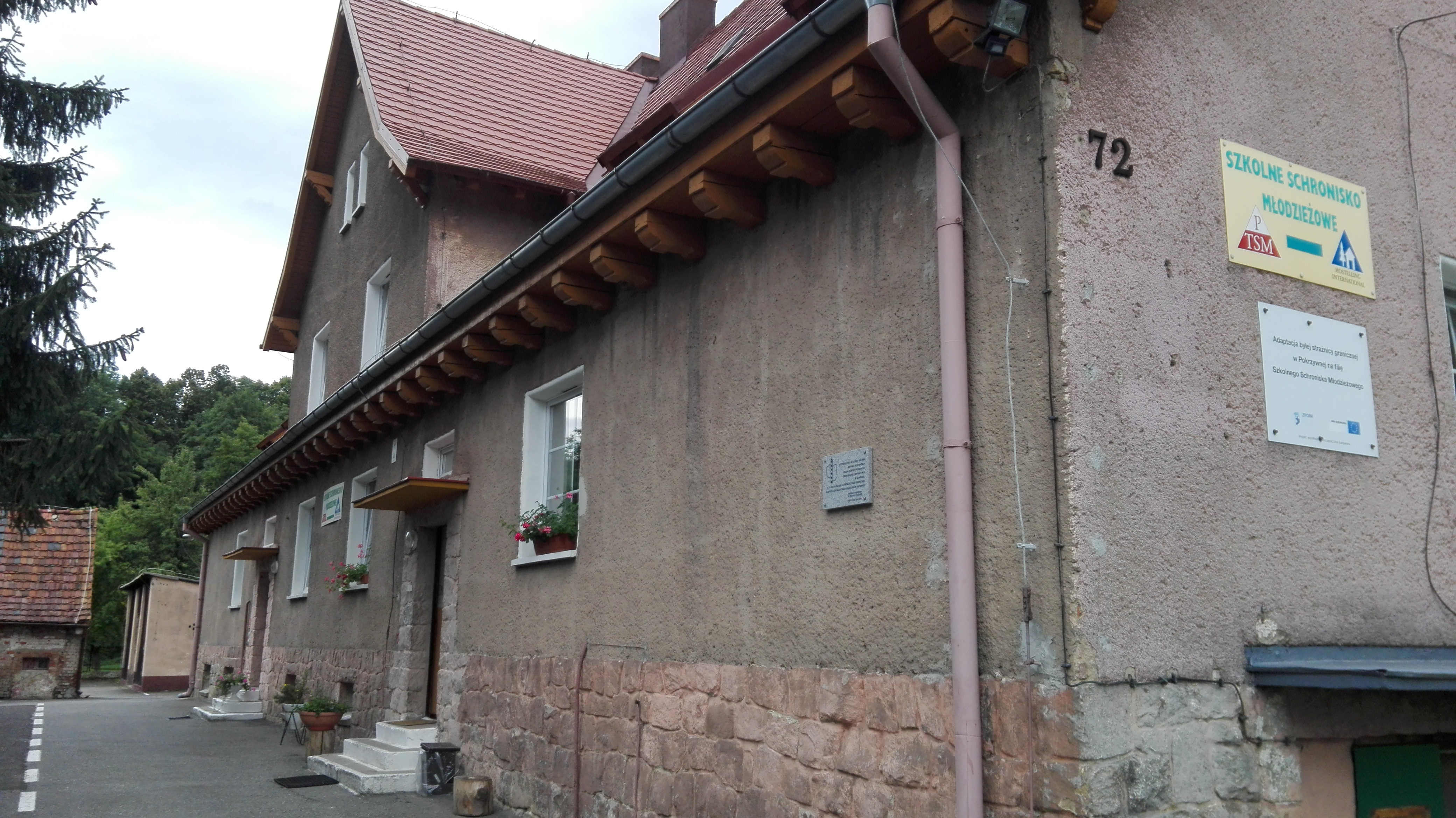
(sierpień 2016)